# 静駅
静駅（しずえき）は、茨城県那珂市下大賀（しもおおが）にある、東日本旅客鉄道（JR東日本）水郡線の駅である。

## 歴史
- 1918年（大正7年）11月20日 - 11月21日：静神社参拝客取扱いのため、臨時停留場を設置[2]。
- 1919年（大正8年）2月1日：水戸鉄道 (2代)の停留場として開業[3]。旅客のみ取扱い。
- 1927年（昭和2年）12月1日：水戸鉄道が国有化[2]。国有鉄道の駅となる。同時に貨物取扱開始[2]。
- 1962年（昭和37年）11月20日：貨物取扱い廃止[2]。
- 1970年（昭和45年）
  - 10月1日：荷物扱い廃止[2][4]。駅員無配置駅となる[5]。
  - 10月20日：個人商店に乗車券発売を委託した簡易委託駅となる[6][7]。
- 1975年（昭和50年）11月：駅長事務室を保線作業員の詰所に改装[8]。
- 1987年（昭和62年）4月1日：国鉄分割民営化により、JR東日本の駅となる[2]。

## 駅構造
単式ホーム1面1線を有する地上駅。かつては相対式ホーム2面2線を有しており、旧ホームが残されている。
水郡線統括センター（常陸大子駅）管理の無人駅。駅舎はなく屋根、壁があるベンチのみ設置されている。なおSuica等、ICカード乗車券の利用はできない。

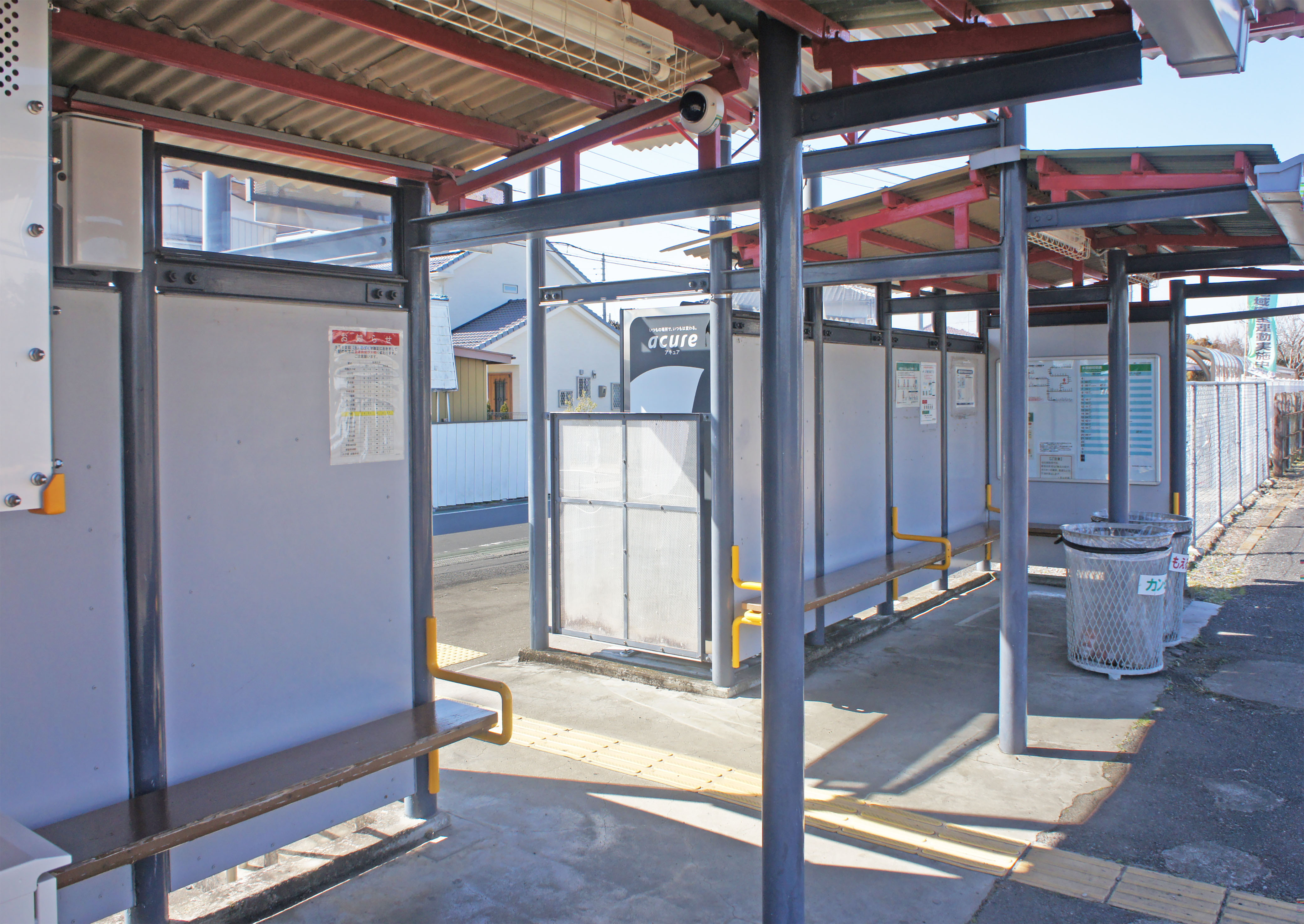
待合室（2022年2月）
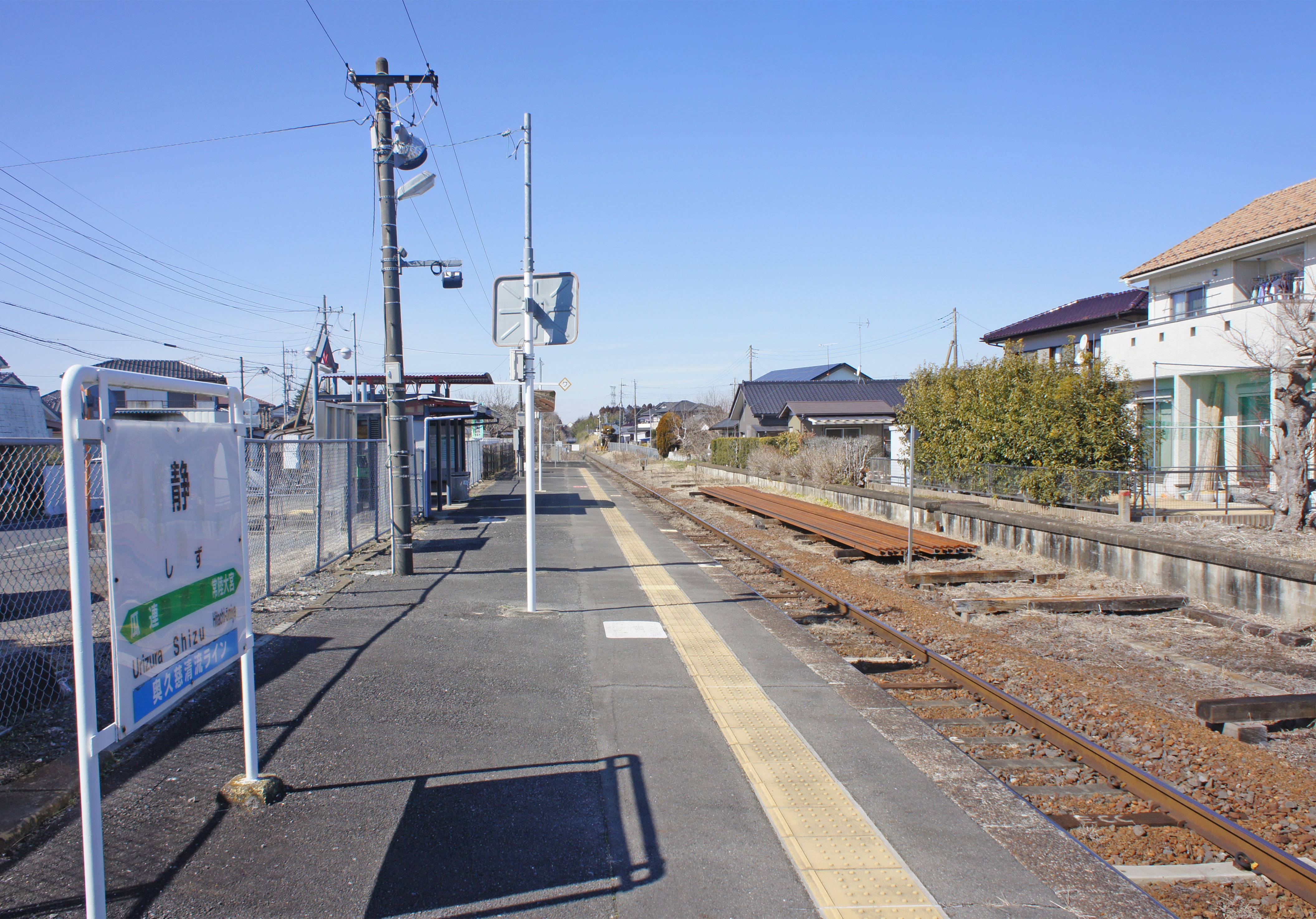
ホーム（2022年2月）

## 駅周辺
前述の通り、当駅の所在地は静ではなく下大賀である。駅名の由来になっている静地域からは、かなり離れている。また、常陸大宮市との境も近く、工業団地や高等学校など、当駅が最寄り駅となる区域もある。駅前は茨城県道168号静常陸大宮線が通っているが、駅入口正面側の茨城県道61号日立笠間線交点から当駅周辺までの区間は道幅が非常に狭い。
- 国道118号

## 隣の駅
東日本旅客鉄道（JR東日本）
■水郡線
瓜連駅 - 静駅 - *常陸村田駅 - 常陸大宮駅
*打消線は廃駅